# La stretta del passato
La stretta del passato (Boğa Boğa) è un film del 2023 diretto da Onur Saylak.

## Trama
Per cominciare una nuova vita una coppia, marito e moglie, decidono di trasferirsi a vivere in un villaggio della regione dell'Egeo. Tuttavia si rendono subito conto che nella zona avranno molti nemici.

## Distribuzione
Il film è stato distribuito sulla piattaforma Netflix a partire dal 21 aprile 2023.